# Генчо Георгиев
Генчо Георгиев е български политик, привърженик на Народната партия, земевладелец, мелничар и търговец, общински съветник, помощник – кмет (1890 – 1892 г.) и кмет на Голема Кутловица (1887 – 1890 г.) и Фердинанд (1895 – 1896 г.) и (1896 – 1897 г.)

## Биография
Роден е в село Долна Вереница, Кутловишко през 1839 г. и произхожда от фамилията Генчови. Бил е грамотен и се преселва в Кутловица преди Освобождението. Тук създава свое семейство, притежава воденица, която се намира на „Генчова вада“. Бил е силен и властен човек, надарен с ум енергичност и предприемчивост. Има сведения, че е поставен от руските власти за старейшина на Кутловица по време на Освободителната война. През 1884 г. дарява 1000 гроша на черковния храм. При електрифицирането на града през 1926 г. взема участие в обявения търг за изграждане на инсталация за електрическо осветление. Умира на 20 април 1929 г. на 90-годишна възраст в гр. Фердинанд.

## Политическа дейност
През първия мандат 1887 – 1890 г. е избран за кмет на Голема Кутловица в изборите за селски общински съвети на 9 август 1887 г. Изборът му е утвърден със заповед № 521 на Министерството на вътрешните дела от 1888 г. Най-ранното сведение за неговото кметуване е от 27 февруари 1888 г. – телеграма до двореца по случай рожденият ден на княз Фердинанд. През септември 1887 г., по време на изборите за Пето ОНС, в Кутловица стават кървави сблъсквания между избирателите от опозицията и правителствените сили при които са убити 20 и ранени около 50 души избиратели. На следващите избори за селски общински съвети през 1890 г. е избран за помощник-кмет и продължава участието си в общинските дела.
През втория мандат 1895 – 1896 г. е избран за кмет на Фердинанд на 1 май 1895 г. след оставката на кмета Първан Димитров, помощник-кмет е Тодор Иванов, а секретар на общинското управление е дългогодишният по-късно кмет на града Тодор Грънчаров. През този мандат с Указ № 469 на княз Фердинанд от 5 септември 1895 г. се присъединява към Фердинандската градска община – с. Кошарник, първото селище което се присъединява към градската община. На 14 май 1896 г. общинският съвет взема решение за приемане на новия регулационен план, изработен от бившия ломски окръжен инженер Павел Манчов, което е важна стъпка в строителството и благоустройството на града. На мястото на днешната поликлиника е построена сграда на началното училище „Неофит Рилски“, започва и подготовка за изграждането на нов православен храм. Мандатът на кмета е прекратен предсрочно през 1896 г. поради провеждането на редовни общински избори.
През третия мандат 1896 – 1897 г. след редовните избори за общински съвети на 1 септември 1896 г. на заседание на общинския съвет на 3 октомври същата година отново е избран за кмет, помощник-кмет е Тодор Иванов, изборът е утвърден с княжески указ №346 от 22 октомври същата година На следващата 1897 г. градският план е утвърден с княжески указ № 31 от 10 февруари и общината започва постепенното му привеждане в действие с помощта на градския кондуктор и заделените финансови средства. Взети са мерки за облекчаване положението на бедните граждани като са определени цените на хляба и месото по вид и количество. За по-бързото увеличаване на градското население общинският съвет взема решение за отпускане на места за заселване на нови жители на цени от 10 до 50 ст. на кв. м. Въпреки направеното от кметската управа в заседание на общинския съвет от 17 юни 1897 г. съветниците критикуват кмета за неизпълнение на взетите решения, за задлъжнялост на общинската каса, неизплатени учителски заплати и неоградените градски гробища. Не е направено и заграждането на р. Огоста и през същата година градът става свидетел на едно от най-големите наводнения в историята си. Водите на реката заливат цялата котловина, съборени са къщи и е отвлечен добитък, а нивите са засипани с чакъл и тиня. На заседанието на общинския съвет кметът е бламиран и е освободен предсрочно от последния му кметски мандат.
През 1904 г. взема участие в юбилейния конгрес на Народната партия в София като делегат от Фердинандска околия.